# Gattungsmarke
Gattungsmarke, auch Weiße Ware oder No-Name-Produkt (von englisch no name, „namenlos“), ist ein Verbrauchserzeugnis, das sich nicht zuvorderst durch ein unterscheidbares Zeichen – wie Namen, Abbildungen, Buchstaben, Zahlen, Hörzeichen, dreidimensionale Gestaltung wie Form der Ware und der Verpackung –, unter dem die Ware vertrieben wird, auszeichnet, sondern sich vor allem durch die Zugehörigkeit zu einer Gattung von anderen Erzeugnissen unterscheidet. Gattungsmarken sind neutral, meist betont schlicht verpackt und liegen preislich im unteren Bereich. Das Gegenstück zu Gattungsmarken sind Markenartikel.
Die Gattungsmarke ist rechtlich in der Regel keine Ware ohne eine Marke, es sei denn, dass das Zeichen, unter dem sie vertrieben wird, gelöscht wurde oder weder beim Markenregister des Patentamts angemeldet wurde noch notorisch bekannt ist.
In den Vereinigten Staaten traten die ersten Gattungsmarken in den 1970er Jahren auf. Der deutsche Handel folgte diesem Vorbild in den 1980er Jahren, zuerst bei Lebensmitteln, vor allem bei Konserven und Grundnahrungsmitteln. Bald wurden diese Gattungsmarken durch Handelsmarken ersetzt, die eine Zuordnung zur jeweiligen Handelskette erlauben.
Oft werden auch Waren als „No-name-Produkte“ bezeichnet, die unter einer Handelsmarke oder einer Zweitmarke eines Herstellers vertrieben werden, sich aber durch ihren günstigen Preis (durch Wegfall der Kosten für Werbung oder durch bessere Auslastung der Produktionseinrichtungen der Erstmarke) und teilweise in der Qualität von Markenartikeln unterscheiden. Unabhängige Tests haben allerdings auch ergeben, dass derartike Artikel in vielen Fällen mit den Markenartikeln des jeweiligen Herstellers qualitativ gleichwertig oder sogar identisch sind.
In der Literatur war lange Zeit umstritten, ob es sich bei Gattungsmarken um anonyme Ware oder Handelsmarken handelt. Heute werden Gattungsmarken als sogenannte Preiseinstiegsmarken mit einer minimalen Markierung versehen. Eine klare Abgrenzung zu klassischen Handelsmarken ist heutzutage schwierig, jedoch liegt bei Gattungsmarken der Fokus eher auf der Produktgattung als auf der eigentlichen Marke. Beispiele für bekannte Preiseinstiegsmarken sind TiP von Real und ja! von Rewe.